# Noé Faignient
Noé Faignient (* um 1537 möglicherweise in Cambrai; † um 1578 in Antwerpen) war ein franko-flämischer Komponist der Renaissance.

## Leben und Wirken
Erst im Jahr 1992 wurde ein Antwerpener „certificaat“ vom 17. Februar 1576 veröffentlicht, in dem auf folgende Weise von Noé Faignient die Rede ist: „Noel Faeynient, sangmeester alhier, woonende by de Nyeuwe Borsse alhier, oudt omtrement XXXIX jaren“ (somit 1576 etwa 39 Jahre alt), woraus sich das ungefähre Geburtsjahr ergibt. Der Komponist bekam 1561 das Bürgerrecht in Antwerpen; in diesem Beleg ist die Rede von „Noe Menestriers, Sohn des Bastien, geboren zu Cambrai, Musiker“. Das erwähnte Certificaat bestätigt auch die Aussage von Pierre François Sweerts (Franciscus Swertius) in der Veröffentlichung Athenae belgicae (Antwerpen 1628), dass Faignient in Antwerpen als Musiklehrer gewirkt hat: „Antverpiae aliquot annos iuventutem musicam docuit“. Es sind nur wenige weitere Einzelheiten über den Lebenslauf des Komponisten bekannt. Drei Kinder der Familie Faignient sind in der Kathedrale Notre-Dame von Antwerpen getauft worden, und zwar in den Jahren 1561, 1575 und 1577. Im Jahr 1566 erschien in derselben Stadt die Gedichtsammlung „Suite du Labeur en liesse“, welches ein Sonett mit ermahnendem Inhalt des Dichters Guillaume de Poetou (um 1528–1567/68) enthält, das direkt an Noé Faignient gerichtet ist.
Die Antwerpener archivarischen Unterlagen informieren auch indirekt über Faignients Ableben. Das vierte Kind des Komponisten wurde am 18. Dezember 1577 zu Lebzeiten des Vaters in der Antwerpener Kathedrale getauft, und in einer anderen Unterlage vom 20. Dezember 1578 wird seine zweite Ehefrau Anna Oldenhoff als Witwe bezeichnet; somit ist Faignient zwischen Dezember 1577 und Dezember 1578 verstorben. Eine frühere Aussage (Albert Smijers 1946), dass Faignient von 1580 bis 1581 als Singmeister von Herzog Erich II. von Braunschweig-Lüneburg gedient habe, erweist sich somit als unrichtig.

## Bedeutung
Im Jahr 1568 ist bei der Witwe des Verlegers Jean de Laet eine Sammlung von vier- bis sechsstimmigen Kompositionen Faignients erschienen, die dem spanischen Kaufmann Gonzalo García gewidmet war. In der Widmung nennt der Komponist diese Stücke „les Premiers fruitz de mon Jardinet“ (die ersten Früchte meines Gärtleins); in ihnen wechseln polyphone und homophone Passagen ab. In den Chansons von Noé Faignient geht es um die weltliche und die geistliche Liebe. Unter diesen Werken ist „L’Homme qui n’est point amoureux“ besonders bekannt geworden. Faignient gab dem Stück später einen niederländischen Text („Musica aldersoetste konst“); bis weit ins 17. Jahrhundert ist dieses Lied sehr beliebt gewesen. Das flämische Lied „O Hemelsche vader“ fällt besonders durch seine Form auf, weil es nach dem Muster der zeitgenössischen Motetten in zwei Teile gegliedert ist. Die Huldigungsmotette „Insignis virtute“ ist Graf Peter Ernst von Mansfeld (um 1580–1626) gewidmet, der in der niederländischen Geschichte eine wichtige Rolle spielte. Es gibt von Noé Faignient noch eine weitere Sammlung mit dreistimmigen Stücken, ebenfalls 1568 erschienen, von dem das Original verschollen ist. In der schwedischen Stadt Linköping befindet sich jedoch eine Abschrift mit dem Titel „Chansons, madrigales et motets par Noé Faignient 1568“. In dieser Sammlung befindet sich die Chanson „Las voulez vous“, welche eine große Nähe zu dem gleichnamigen Stück von Orlando di Lasso besitzt. Auch weitere Kompositionen dieser Sammlung stehen wegen der Kunst des bildhaften und affektiven Wortausdrucks dem Schaffen di Lassos nahe, was Johann Gottfried Walther in seinem „Musicalischen Lexicon“ von 1732 veranlasst haben mag, Faignient einen „Simia Orlandi“ zu nennen (Affe Orlandos). Darüber hinaus ist das Werk Faignients vor allem durch zahlreiche gedruckte Sammlungen bekannt geworden, die zwischen 1569 und etwa 1650 erschienen sind, unter ihnen auch Bearbeitungen für Orgel und für Laute.

## Werke
(alles Vokalmusik, in der Reihenfolge des Erscheinens)
- „Chansons, madrigales et motetz à quatre, cincq & six parties, nouvellement composées“, Antwerpen 1568
- „Chansons, madrigales et motets par Noé Faignient 1568“ (Linköpinger Abschrift)
- 5 Chansons in „Recueil des fleurs“, Löwen 1569
- 2 flämische Lieder in „Een duytsch Musyck Boeck“, Löwen 1572
- 12 Chansons in „La Fleur des chansons“, Löwen / Antwerpen 1574
- 4 Chansons in „Premier Livre du meslange des pseaumes et cantiques“, [Genf] 1577
- 4 Chansons in „Second Livre du meslange“, [Genf] 1577
- 2 Madrigale in „Harmonia celeste“, Antwerpen 1583
- 2 Madrigale in „Musica divina di XIX. autori illustri“, Antwerpen 1583
- 1 Motette in „Sacrae cantiones“, Nürnberg 1585
- 2 Madrigale in „Musica transalpina“, London 1588
- 1 Motette in „Liber secundus gemmae musicalis“, Nürnberg 1589
- 1 flämisches Lied in „Neue liebliche teutsche Liedlein“, Nürnberg 1590
- 1 Chanson in „Cinquante Pseaumes de David“, Heidelberg 1597
- 3 Chansons in „Le Rossignol musical des chansons“, Antwerpen 1597
- 1 Madrigal in „Nervi d’Orfeo“, Leiden 1605
- 2 Motetten in „Hortulus musicalis“, München 1609
- 1 Chanson in „Livre septieme des chansons vulgaires“, Antwerpen 1613
- 2 Chansons in „Livre septieme des chansons vulgaires“, Amsterdam 1640